# 隣人 (ゲーム)
『隣人』（りんじん）とは 2002年11月15日にWaffleから発売されたアダルトゲームである。
2017年の時点でパッケージ版はロットアップしており、通信販売も終了している。

## 解説
ふとしたことから隣人の女性と肉体関係を持った男が、なし崩し的にその女性の継子を含む周囲の異性とも関係を結んでしまう様子を描いたアダルトアドベンチャーゲーム。
選択肢によって純愛ルートまたは凌辱ルートに進むことが特徴である。
2017年に同ブランドから発売された『隣人に壊されていく俺の妻』とは関連性がない。

## あらすじ
主人公・柿崎 健二は、同じバスに乗る咲沼 雫にあこがれを抱きつつも、怠惰な日常を送っていた。
ある日、健二は雫の継母・雪絵と肉体関係を結んでしまい、そのまま関係を続けてしまう。
その後、幼馴染の森崎 岬や後輩の猫田 未由、さらには雫本人までもが肉体関係を求めた結果、健二は一度に4人の女性と関係を持ってしまう。

## 登場人物
柿崎 健二
本作の主人公。4年前に母親を亡くしており、父親も単身赴任中であるため、一人暮らしをしている。
咲沼 雫
都内の有名校に英語の授業を受け持つ教師。父親を亡くして以来、父親の再婚相手である雫と同居している。
4年前から健二と親しい関係にあり、健二から「雫姉さん」または単に「姉さん」と呼ばれて尊敬されており、健二のこともさん付けで呼んでいる。心優しい性格だが、自身に対する劣等感や母・雪絵に対する負の感情を健二の前では見せないようにする。
咲沼 雪絵
雫の継母で、化粧品のアドバイザーの仕事をしている。雫に対して母親らしいことができないことを悔やんでいる。退屈な日常に耐え兼ね、健二と関係を結んでしまう。
森崎 岬
健二の小学校時代からの親友で、健二を含む親しい人物には「みさきち」と呼ばれている。健二のことを愛しているが、振られたときのダメージの大きさを考えた結果、友人として付き合うことにしてきた。
猫田 未由
健二の部活の後輩。家族構成や住所等は謎に包まれている。「みゅ〜」という一人称や甘えたような語尾などから、健二からは「みゅ〜」とあだ名され、妹分として扱われている。

## スタッフ
- 原画：さくやついたち
- シナリオ：のぶゆきちょむ

## その他
- 本作の発売に先駆け、イベントやショップ店頭にてプロモーション冊子が配布された。キャラクターデザイナーによるキャラクター紹介、舞台設定、シナリオライター書き下ろしによるショートストーリーなど、作品をより理解するための事前知識が掲載されている。
- 一部販売ショップ独自の外付け特典として、「Dorama CD+ 健二の憂鬱な一日・旅情編」、「隣人 ちょっとHなドラマCD＆未公開BGM集」の2種類のドラマCDが製作・頒布された。
- 本作のヒロインの一人である未由はWaffleの看板娘に起用され、2008年11月6日から2011年2月23日までにGame-Styleに連載された企画「未由と音露の速報！ わっふる☆ちゃんねる」(リニューアル前は「未由と音露のわっふる☆ちゃんねる 」）、ならびに2012年1月5日から2013年12月9日までに連載された『月刊わっふる☆ちゃんねる』にて、接待シリーズの主人公である毒島 音露とともに司会を務めた[1]。

## DVD-PG版
2003年5月22日、BLACKRAINBOW DVDPG Divisionレーベルより 、「Waffle Hスーパーリミックス Vol.1」のタイトルでDVD-PG版が発売された。同じくWAFFLEより発売された特別接待のDVD-PG版と二枚組のセット販売であり、単品での商品化はなされていない。
移植版と銘打たれてはいるものの、実質は主にアダルトシーンのみを抜き出したダイジェスト版であり、オリジナル版のようなゲーム要素は無い。唯一クリア後コンテンツである思い出の綴りのみ、音声も含め全キャラ分が完全に収録されている。
その他Windows版に勝る要素として、キャラクターボイスのノンリニアPCMによる高ビットレート化、BGMの再ミックスが行われている。